# Straßlach-Dingharting

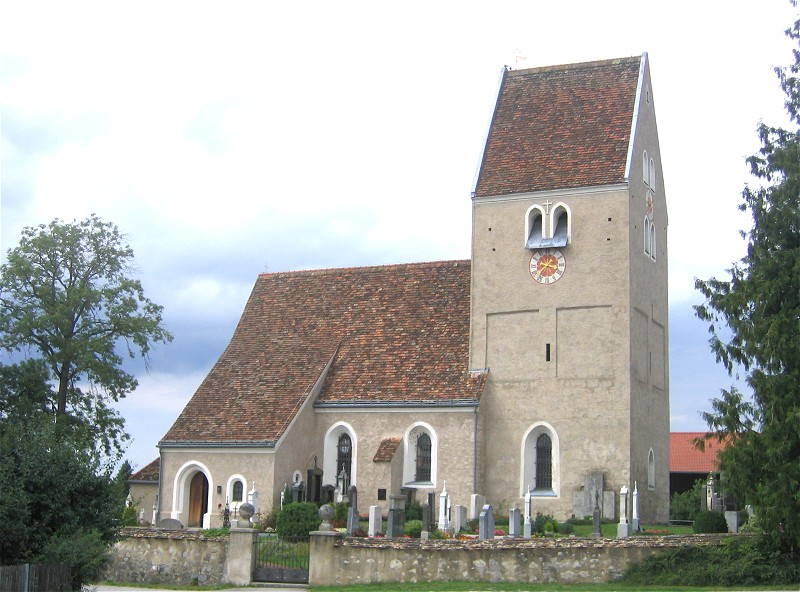
Kościół pw. św. Laurentego (St. Laurentius)

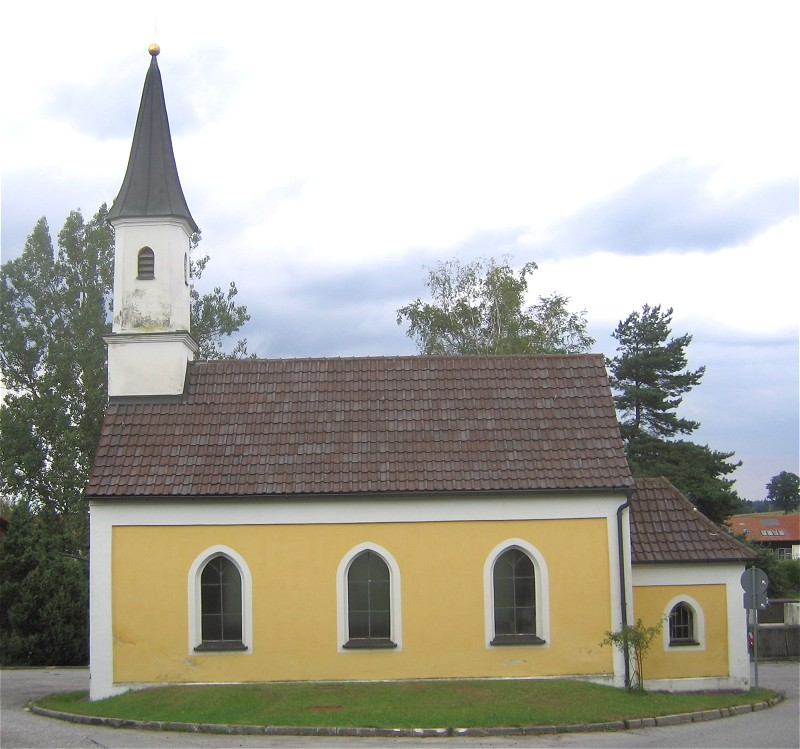
Kościół w dzielnicy Kleindingharting

Straßlach-Dingharting – gmina w Niemczech, w kraju związkowym Bawaria, w rejencji Górna Bawaria, w regionie Monachium, w powiecie Monachium. Leży około 15 km na południe od centrum Monachium.

## Demografia

### Struktura wiekowa
Dane o ludności z 31 grudnia 2008:
| Opis                                | Ogółem | Ogółem | Kobiety | Kobiety | Mężczyźni | Mężczyźni |
| ----------------------------------- | ------ | ------ | ------- | ------- | --------- | --------- |
| Jednostka                           | osób   | %      | osób    | %       | osób      | %         |
| Populacja                           | 2913   | 100    | 1516    | 52,04   | 1397      | 47,96     |
| Wiek przedprodukcyjny (0–17 lat)    | 576    | 19,77  | 292     | 10,02   | 284       | 9,75      |
| Wiek produkcyjny (18–65 lat)        | 1683   | 57,78  | 864     | 29,66   | 819       | 28,12     |
| Wiek poprodukcyjny (powyżej 65 lat) | 654    | 22,45  | 360     | 12,36   | 294       | 10,09     |

## Polityka
Wójtem gminy jest Hans Sienerth, wcześniej urząd ten obejmował Walter Brandl, rada gminy składa się z 14 osób.
|      | CSU | SPD | BB | FWGKZ | UWV | BP/WBL | Zieloni | Razem |
| 2008 | 2   | 1   | 2  | 3     | 3   | 2      | 1       | 14    |
| 2002 | 3   | 1   | 3  | 3     | 2   | 2      | -       | 14    |